# Jules Bolle
Juda Maurits (Jules) Bolle (Rotterdam, 21 mei 1865 – Auschwitz, 4 juni 1943) was een Nederlands pianist, cellist en muziekpedagoog.
Hij werd geboren binnen het gezin van Hartog Mozes Hirsch Bolle en Rebecca van den Berg. Hij trouwde op 8 augustus 1888 met Dina Abrahamson. Kleindochter Lisette Bolle zat in het verzet. Dochter Greta zat met haar man Emanuel Benedictus, een commissionair, ondergedoken. In 1941 was Jules nog aanwezig bij de begrafenis van zijn docent Johan Wagenaar. Hij werd omgebracht in concentratiekamp Auschwitz.
Hij kreeg zijn muzikale opleiding van Max van de Sandt en Eva van Dantzig in Rotterdam. Daarna volgden docenten Wagenaar en Carel Wirtz aan het Haags Conservatorium. Hij studeerde er piano en cello. Hij trad vaak op, echter weinig keren als solist, maar veelvuldig als muzikant binnen een ensemble. Hij was voor meer dan 40 jaar leider van Koninklijk zangvereniging Cecilia in Den Haag, alwaar hij ook de pianobegeleiding verzorgde. Hij werd muziekdocent op de muziekschool in Rotterdam en was solistenbegeleider in Diligentia etc. Hij was voor enige tijd cellist in het Residentieorkest. Hij dirigeerde het koor Ngawoudas Hakoudesj, was lid van de kerkenraad, bestuurslid van Gemiloes Chasodiem
Van zijn hand verscheen een beperkt aantal composities, zoals een cantate ter inwijding van het dan nieuwe gymnasium in Rotterdam.